# Иликта
Иликта́ (в верхнем и среднем течении — Правая Иликта) — река в Иркутской области России, левый приток Лены. Длина реки — 105 км. Площадь водосборного бассейна — 2850 км². Среднегодовой расход воды — 16 м³/с.
Начинается на северо-западном склоне Байкальского хребта. Течёт по горной, поросшей лиственничным с примесью сосны и кедра лесом, местности в общем северо-западном направлении, затем отклоняется к западу. В низовьях поворачивает на север. Впадает в Лену на 4020 км по левому берегу.
Ширина реки меняется от 15 метров вблизи устья Якутской Пади до 32 метров ниже устья Средней Иликты и 45 метров в урочище Шанжуга вблизи устья; глубина — от 0,7 до 1 и 0,9 соответственно.
Вблизи реки лежит село Тарель.
Код водного объекта — 18030000112117100000417.

## Притоки
Объекты перечислены по порядку от устья к истоку.
- Падь Глинка[2] (лв)
- Падь Черемошная[2] (лв)
- 12 км: Большая Мережа[2] (лв)
- 16 км: Левая Иликта[2] (лв)
- Конкодый Ключ[6] (пр)
- 25 км: Тарель[6] (пр)
- 37 км: река без названия (пр)
- Артамошка[6] (лв)
- Илом[6] (пр)
- 43 км: Ангаракан[6] (пр)
- 48 км: река без названия (лв)
- 55 км: Средняя Иликта[3] (лв)
- Малая Баиликта[3] (пр)
- Большая Баиликта[3] (пр)
- 66 км: Большая Озямна[3] (пр)
- Малая Озямна[3] (пр)
- Широкая Падь[5] (пр)
- Якутская Падь[5] (пр)
- 86 км: Зуркузин[5] (лв)
- 88 км: Буруй[5] (пр)
- 93 км: Ерничный[5] (лв)
- 94 км: Курга[5] (пр)
- 99 км: Малая Иликта[5] (лв)